# Mount Mannering
Mount Mannering är ett berg i Antarktis. Det ligger i Östantarktis. Nya Zeeland gör anspråk på området. Toppen på Mount Mannering är 1 615 meter över havet.
Terrängen runt Mount Mannering är kuperad. Trakten är obefolkad. Det finns inga samhällen i närheten.